# 타이포그래피

타이포그래피(Typography), 또는 활판술(活版術)은 활자 서체의 배열을 말하는데, 특히 문자 또는 활판적 기호를 중심으로 한 2차원적 표현을 가리킨다. 활판으로 하는 인쇄술을 가리키는 용어이기도 하다. 오늘날에는 뜻이 바뀌어 사진까지도 첨가하여 구성적인 그래픽 디자인 전체를 가리키고 일반의 디자인과 동의어 같이 쓰이는 일도 있다. 즉, 편집 디자인 분야에서는 활자의 서체나 글자 배치 따위를 구성하고 표현하는 일을 가리키는 용어이다.
서양의 활판술 발명 이전의 양식을 지금도 계승하고 있으나 바우하우스를 중심으로 하는 근대 타이포그래피는 구성주의적인 창작에 의하여 옛 형태를 타파하고, 점차 기능적인 표현을 행하여 디자인의 한 분야가 되었다. 한편 조본(造本)을 중심으로 하는 고전적인 기법과 유기적·유동적인 아메리칸 타이포그래피 등도 있다.
타이포그래피는 문자 배열, 문자 디자인과 문자 상형을 수정하는 기술과 예술이다. 상형문자는 창조되고 다양한 일러스트레이션 기법으로 수정된다. 글자의 정돈은 서체의 선택, 포인트 사이즈, 선 길이, 선 간격, 문장 사이의 간격 맞춤과 단어 사이의 간격 맞춤을 포함한다.
타이포그래피는 도판공 타입세터, 컴포지터, 타이포그래퍼, 그래픽 디자이너, 아트 디렉터, 코믹 북 아티스트, 그래피티 아티스트와 서기관에 의해 표현된다.

## 어원
타이포그래피(Typography)는 '활자'를 의미하는 'Type'와 '-술'을 의미하는 접미사 'Graphy'의 합성어이다. 즉, 영어 단어 typography는 그리스어의 두 단어 τύπος(typos, 표시)와 γράφω(grapho, 쓰다)에서 유래된 조어이다.

## 역사
타이포그래피의 첫 번째 시대가 열린 것은 고대시대의 죽은이의 봉인과 화폐유통에서 찾을 수 있다. 최초의 이동가능한 인쇄 가공품은 파이스토스의 원반으로 추정되고, 이것의 진짜 목적에 대해서는 여전히 추정중이다. 이는 기원전 1850에서 1600년 사이로 미노아 시대의것으로 그리스, 크레테섬의 헤라클리온 고고학 박물관에 전시되고 있다.
이동 가능한 형태의 타이포그래피는 11세기 중국에서 부분적으로 발명되었다. 금속형태로는 한국의 1230년가량의 고려 시대에 처음으로 발명되었다. 유럽에서는 독자적으로 15세기 중반에 개발되어 특별한 테크닉을 개발하여 모양형태를 뜨고 저렴한 가격의 글자판을 복합하여 방대한 양의 글 인쇄를 시작하였다.
이 단어가 사용되기 시작할 무렵에는 활자에 의한 인쇄술만이 존재하였기 때문에 활판 인쇄술을 뜻하는 말로 사용하여 왔으나, 18세기 산업 혁명 이후 글자뿐 아니라 사진, 일러스트 등의 글의 보조적 형태를 포함한 인쇄가 가능해지면서, 타이포그래피는 '시각적 형태로 무엇인가를 기록하거나 표현하는 방법'을 포괄적으로 의미하게 되었다. 또한 현대의 타이포그래피는 컴퓨터 및 인터넷 기술의 발달에 따른 빠른 변화와 함께 그 모습도 변모해가고 있다. 이제 글자의 역할은 읽히는 기능만이 아니라 보이는 기능까지 포함하고 있다. 따라서 오늘날의 타이포그래피는 글자와 글자, 글자와 그림, 글자가 위치한 공간, 글자의 움직임 등 '글자로 구성하는 모든 디자인의 과정과 결과'를 의미하게 되었다.

## 타이포그래피의 표준화
타이포그래피(Typography)는 인쇄물의 텍스트와 밀접하게 연관되어 글, 그림의 사이의 조절 등 가독성에 대한 요구를 받는 분야이다. 17세기 말부터 인쇄 관련 지식이 전파되면서 인쇄물의 대량생산이 시도되었다. 이때 일정한 대량생산을 위해 최선의 가독성을 가져가면서 작업효율을 빠르게 높이기 위해 타이포그래피의 전형화, 규격화가 필요했다. 공정중 인쇄소와 활자제작소 사이에 호환해야할 공통 명명법과 표준형이 필요했고,이후 표준화의 필요성을 느낀 여러 나라에서 타이포그래피를 체계화 또는 질서를 부여하려는 시도가 일어났으며 그러한 시도들은 인쇄술이 현대화하는데 큰 영향을 주었다.

#### 프랑스: 타이포그래피를 표준화하려는 시도

##### 왕의 로만체(Romain du Roi)

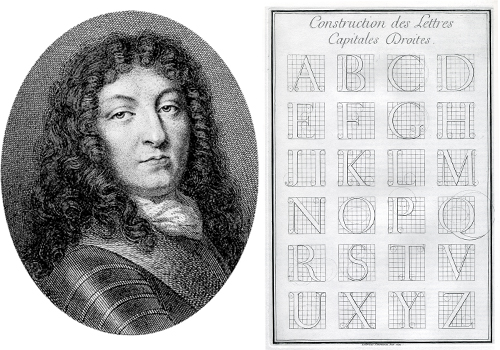
루이 14세와 왕의 로만체

1692년 프랑스 루이 14세는 프랑스 왕립 인쇄소에서 사용할 수 있는 새로운 글꼴을 개발하라는 시행령을 내렸다. 이를 위해 프랑스 한림원에선 서체를 위한 위원회가 조직되었다. 위원회는 여태없던 새로운 시도를 위해 이전에 쓰이던 활자와 글자꼴에 대해 많은 연구를 진행하였다. 연구를 기초로 각 단을 6단으로 세분화해 정사각형 2,304개로 이루어진 그리드를 사용해 활자의 비례를 결정하였다. 그 이후 23년에 걸쳐 동판에 활자를 새겨 넣어 완성하였다. 동판에 새겨진 초기 서체를 근거로 왕실 인쇄소의 출판물을 제작하는데 사용하였다.
또한 한림원에선 서체외에 왕립 인쇄소 활자 비례표를 제출하며 인쇄술의 체계적 요소를 도입을 시도한 사례가 있다. 도표에 활자의 명칭별로 7.5에서 192단까지 단위값을 부여하였다. 하지만 당시 일반 단위값들과 호환되지 못하였고, 이후 수정을 거쳐 1695년 리뉴(ligne, 프랑스식 인치인 '푸스'[pouce]를 12로 나눈 단위)와 호환되었다. 이 도표는 「활자 종류 및 크기 계측도」에 기록되었다. 도표에는 활자의 크기, 엑스자의 높이, 대문자의 높이, 디센더의 길이, 활자부위는 물론 활자면에서 아래의 여백까지 다양한 요소를 보여주며 한림원이 타이포그래피를 심도깊게 이해하며 실용적으로 사용하려했던 시도를 엿볼 수 있다.

##### 피에르 시몽 푸르니에(Pierre-Simon Fournier)포인트법

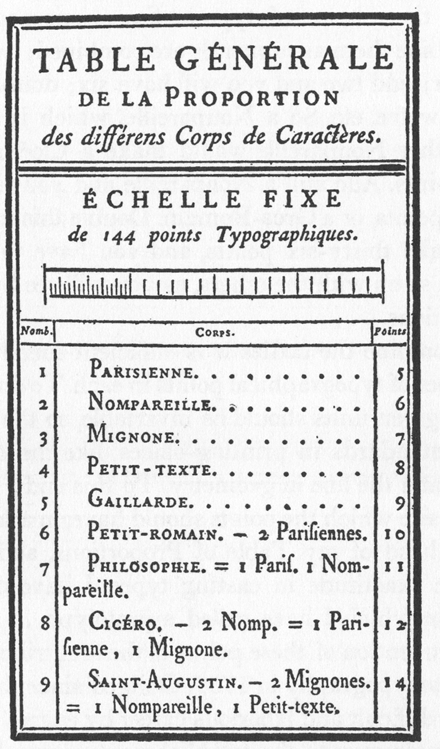
피에르 시몽 푸르니에(Pierre-Simon Fournier) 포인트법

피에르 시몽 푸르니에(Pierre-Simon Fournier)는 활자주조가와 인쇄업자 집안에서 태어나 아버지와 오랫동안 파리의 르베 활자주조소에서 일하였다. 그러다 1730년에 파리에서 독자적인 활자제작소를 세우게된다. 이후 1736년에 첫 표본을 발행, 1737년에 활자 비례표를 펴내며 활자주조가로서 능력을 인정받기 시작했다. 1737년에 푸로니에는 활자 몸통값의 체계화를 정립해 제안 한다. 제안 내용은 1리뉴를 '6포인트'로 정리하며 프랑스 단위값 푸스(pouce)와 리뉴(ligne)에 함께 연계할 수 있도록 하였다. 또한 초기에는 활자가 표준화 되있지 않아 출판물의 이름에서 유래하여 포인트를 설정해 체계를 시도하였다. 푸르니에가 정립을 시도한 체계화는 많은 활자주조소에 적용되기까지 오랜시간이 걸렸지만 이후에는 실용적인 면에서 큰 영향을 미쳤다.
1742년에는 <인쇄용 문자 표본>을 출간하는데 앞서 전제한 내용들과 함께 활자를 보통,중형,대형으로 나누며 패밀리 개념을 처음 제안한 내용을 볼 수 있다. 말년에는 푸르니에의 최대업적이자 타이포그래피 기술 집약본인 《타이포그래피 메뉴얼 Manual Typographic》이 발행된다. 총 4권으로 구상 되었지만 그가 죽기 전까지 발행된 책은 2권이다. 《타이포그래피 메뉴얼 Manual Typographic》에는 단순화된 푸로니에의 포인트법이 실려있으며, 활자주조의 이론과 실제에 대해 자세하게 알 수 있다.

#### 넬슨혹스(Nelson Hawks)의 활자크기 표준화

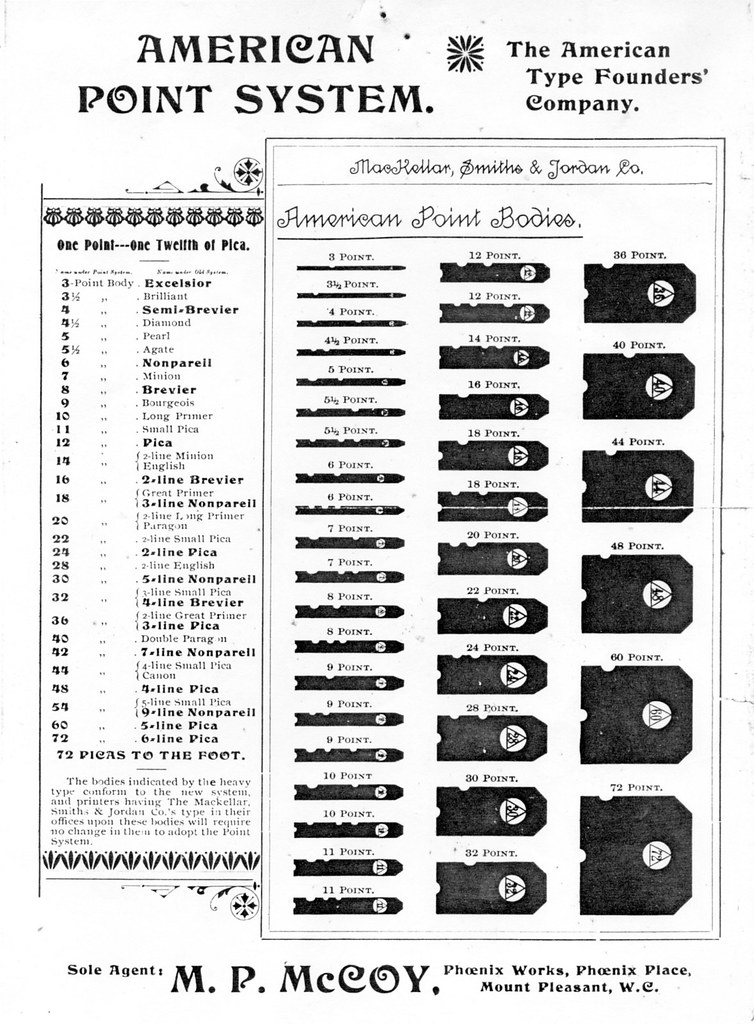
미국의 포인트법(American Point System)

1775년 프랑스의 타이포그래피 체계화 시도는 다른 유럽 국가로 퍼져나갔다. 그러나 미국에서는 그보다 늦은 19세기 후반부터 가속화되기 시작하였다. 19세기 후반 미국에서는 오트마어 메르겐탈러(Ottmar Mergenthaler)가 발명한 활자를 한 행식 주조하는 방식의 식자기 라이노타입(Linotype), 톨버트 랜스턴(Tolbert Lanston)이 발명한 활자를 한글자씩 낱개로 주조하는 식자기 모노타입(Monotype)이 나타나면서 인쇄영역이 크게 발전하였다. 인쇄물의 수요가 증대되며 타이포그래피의 정확한 계측이 가능해진 시대였다. 또한 한 행식 주조하는 라이노타입보다 낱자 수정이 가능해 정확한 계산이 가능한 모노타입으로 인해 후에 타이포그래피 디자이너가 나타나면서 원거리에서 제어할 수 있는 가능성을 열어주었다는 것을 보면 표준화에 큰 영향을 준 발명이라 할 수 있다.
처음 미국은 푸르니에 1746년안 포인트 법을 채택하여 사용하였지만 일반 도량형과 완벽하게 연계되지않아 비판을 받았다. 하지만 그 이후 대규모 활자주조소였던 마더 루스사(Marder, Luce, & Company)의 샌프라시스코 사무실을 맡고 있는 사원 넬슨 혹스(Nalson Hawks)에 의해 활자 몸통의 표준화가 시도되었다. 넬슨은 인쇄소와 소통하는데 비표준화된 활자때문에 생기는 일들을 계속 맞닥드려야 했다. 문제를 최소화하기 위해 넬슨은 활자크기의 표준화의 체계를 고안해냈고 많은 노력과 시간을 들여 1886년 미국에서 완전히 받아들여졌다. 이후 1898년 영국에서도 정식으로 채택되어 사용되었다.

## 영역
현재 타이포그래피의 영역은 매우 방대하며, 시각디자인과 관련된 전 분야에 두루 응용되고 있다. 타이포그래피 영역에는 다음과 같은 것들이 포함된다.
- 활자 조판과 서체 디자인
- 핸드 라이팅과 캘리그래피
- 그래피티
- 비문과 전각 글자
- 포스터 디자인과 표시판과 빌보드와 같은 다른 대형의 글자체
- 비즈니스 커뮤니케이션과 부수적인 프로모션
- 광고
- 문자상징과 서체적 로고(로고타입)
- 자수
- 지도의 라벨 지도
- 구동장치의 패널
- 모션 픽처 영상과 텔레비전의 움직이는 글자체
- 산업디자인의 구성요소로서- 집안 기기, 펜과 손목시계 같은 것들안의 글자
- 근대시의 구성요소 (E.E. 커밍스의 시)

디지털화되면서 신청서가 발달하고, 웹페이지, LCD 휴대전화 화면, 손으로 잡는 비디오 게임이 출현하여 타이포그래피는 넓고 방대하게 펼쳐지게 되었다. 타이포그래퍼들은 "글자는 어디에나 존재한다"는 구절처럼 도처에 존재하게 되었다.
전통적인 타이포그래피는 4가지 원칙에 따르는데: 반복, 대조, 근접성과 정렬에 따른다.

## 텍스트 타이포그래피

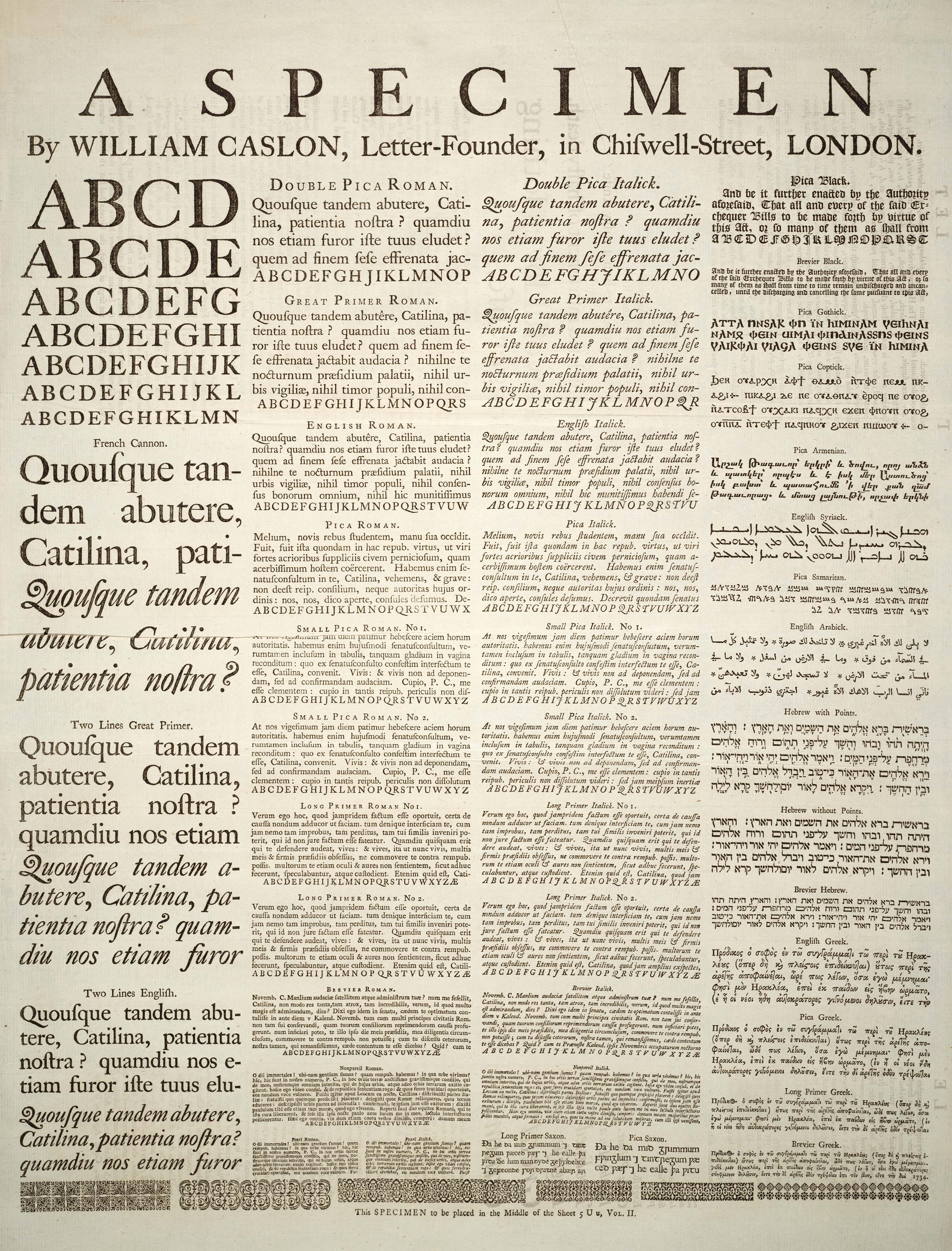
로만 서체 견본 윌리엄 카슬론(William Caslon)

전통적인 타이포그래피에서, 텍스트는 가독성, 일관성과 시각적 만족에 따라 눈에 보이지 않을정도로만 읽는이에게 인식 없이 창조되었다. 서체 재료는 분할과 예외성을 최소화하여 구성되며 정확한 목적과 투명성이 있을 때에만 제작되었다.
초창기 서체 외관은 글에 따라 폰트가 결정되었다.- 산문체 소설, 논픽션, 사설, 교육용, 종교적, 과학적, 정신적인 내용과 상업적인 글쓰기에 따라 각기 다른 성질의 고유한 서체와 폰트를 사용하였다. 역사적 재료로 출판된 글 서체를 보면 종종 역사적인 형식의 계획에 따라 인쇄가 길게 증가하는 것을 볼 수 있는데, 이에 역사적인 기간이 상당히 겹친다.
현재의 책은 세리프(serif)가 정립이 잘 된 ‘텍스트 로만’ 혹은 ‘북 로만’체로 니콜라스 젠슨, 프란체스코 그리포(앨딘 서체의 모델을 창조한 활자공) 그리고 클라우드 개러몬드처럼 전통적인 서체 모델에 기초를 둔 서체로 대부분 오늘날 디자인 아트에 끊임없이 되풀이되고 있다. 이들의 독특한 양식들은 간결하고, 딱맞게 맞춰져야 하는 세리프 글자 폰트들을 바탕으로 하는 신문, 잡지 같은 업무- 최대한 유동성 있고, 가독성 있으며 페이지 효율이 유능하도록 알맞게 특별히 제작되었다. 산 세리프 폰트는 종종 책 서문 단락, 흔히 쓰는 글 과 짧은 사설에 주로 쓰인다.
타이포그래피는 철자법과 언어학 요소, 단어 구조, 획 횟수, 형태, 음성구조와 구문론으로 조정한다. 타이포그래피는 또한 독자적 문화 관례 분야이다.

### 색(톤)
타이포그래피에서 Color는 줄, 서체, 사이즈로 주된 결정이 이루어지는 페이지의 잉크 농도를 말한다. 또한 글자 간격과 여백의 길이 포함한다. 글 레이아웃, 톤 과 전체 조화 색과 글과 페이지의 흰 여백과 다른 그래픽 요소들이 합쳐서 ‘분위기’ 혹은 ‘반향’을 알리는 상호보안 작용을 글 전체에 드러나게 한다. 인쇄 담당 타이포그래퍼는 또한 바인딩 여백, 종이 선택과 인쇄 방법 등을 잘 고려해야 한다.

## 디스플레이 타이포그래피

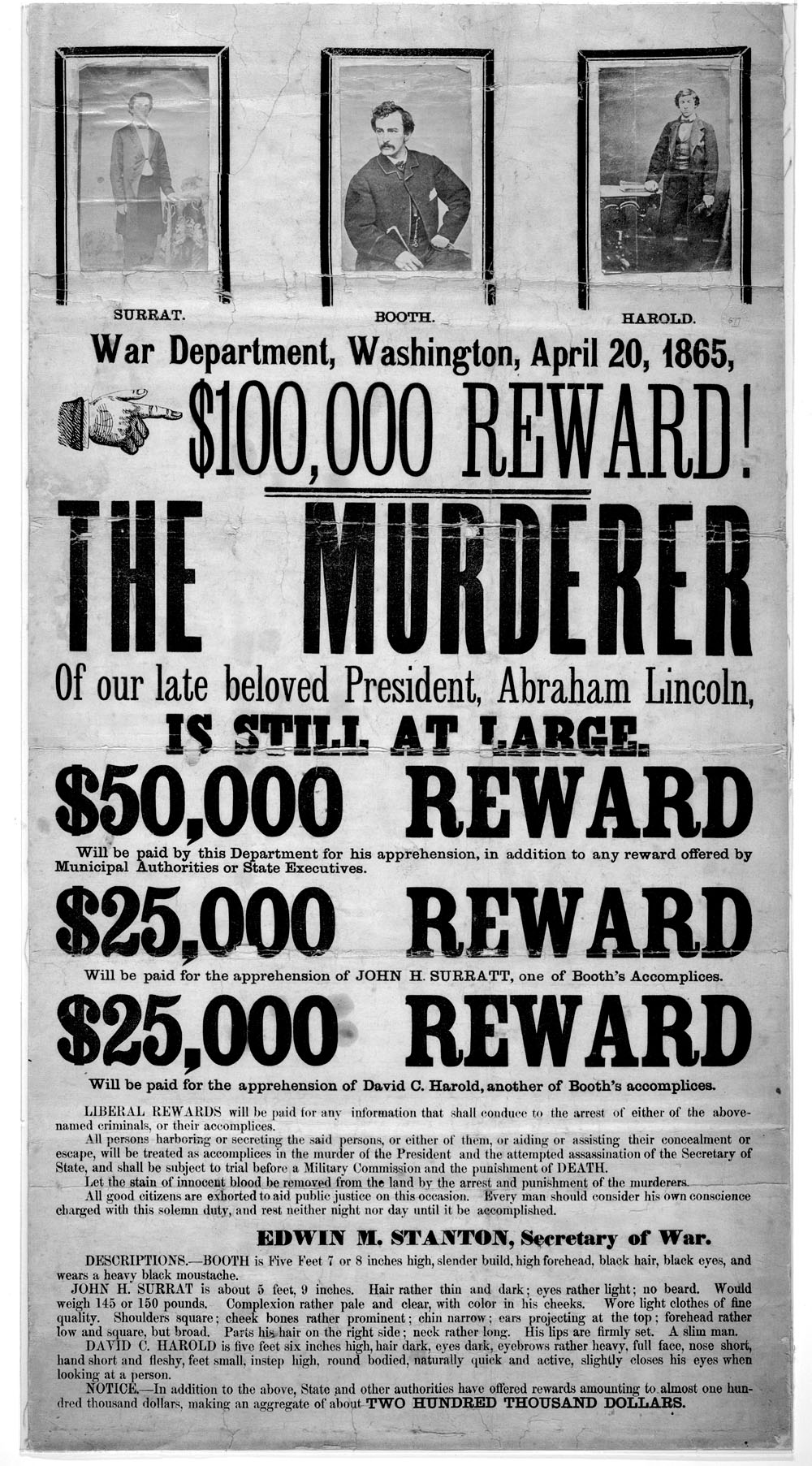
19세기 나무와 금속을 이용한 포스터 인쇄

디스플레이 타이포그래피는 그래픽 디자인안의 강력한 요소이다. 함축으로 가독성을 높이고 예술적인 글자체 사용을 좀더 가능하게 한다. 서체를 사용하지 않는 여백에까지 넣을수있으며, 그래픽 요소와 그림, 연관 내용과 단어와 이미지 사이의 대화로 복합할 수 있다.
글자요소의 톤과 사이즈는 텍스트 서체보다 훨씬 더 효과가 있다. 많은 디스플레이 타이포그래피는 활자 디자인에서 세부적으로 좀더 과장된 큰 사이즈의 글자체를 개발한다. 톤은 좀더 내용의 분위기를 잘 전달할 수 있는 감정적인 효과를 일으키는 톤을 사용한다
디스플레이 타이포그래피는 다음과 같다:
- 포스터, 책 표지
- 타이포그래픽 로고와 언어마크, 빌보드
- 패키지와 라벨, 제품속 타이포그래피, 캘리그래피
- 그래피티, 비문과 전각
- 포스터 디자인과 다른 대형 크기의 표지판
- 비즈니스 커뮤니케이션과 판매홍보
- 언어마크와 타이포그래피 로고(로고타입)
- 영상과 텔레비전 속의 움직이는 글자, 자동판매기 화면, 온라인과 컴퓨터 화면 디스플레이

아브라함 링컨의 암살자를 찾는 수배 포스터는 납판과 나무 조각 서체와 사진을 혼합하여 인쇄하였다.

### 광고
타이포그래피는 오랜시간동안 프로모션과 광고의 중대한 부분이다. 디자이너는 광고의 테마와 분위기에 맞게 타이포그래피를 자주 이용한다; 예를 들어, 볼드를 이용하거나 큰 글자를 이용하여 독자에게 특정한 메시지를 전달한다. 서체는 색의 효과적인 조화, 형태와 이미지를 혼합하여 종종 특정 광고에 맞춰 그려진다. 오늘날, 광고속 타이포그래피는 회사의 브랜드를 반영한다. 광고속 폰트는 독자들에게 각기 다른 메시지를 전달하고, 클래식한 폰트는 강한 성격을, 좀더 현대화된 폰트는 깔끔함과 중성의 느낌을 준다. 볼드 폰트는 설명서를 만들 때 주로 사용되어 집중하게 한다.

### 비문과 전각 글자
비문의 서체 역사는 활자디자인과 수공 활자의 발달인 글쓰기의 역사에서부터 상세히 들어간다. 컴퓨터가 널리 보급되고 에칭과 모래분사 테크닉이 발달한 오늘날 수공 기념비문 조각은 희귀품이 되었고 미국내 전각의 숫자도 점차 감소하고 있는 추세다.
기념비문은 글 내용을 좀더 신중히 효과적으로 전달해야 한다. 보는 이의 증가에 따라 글자의 면적과 간격이 개선된다. 전각 명인은 그들의 작품에서 점차 숙련되고 관찰을 통해 이런 미묘한 차이들을 이해해간다. 글자는 손으로 쓰이고 장인의 손에서 조각을 통해 글자 깊은 곳에서까지 아름다움과 고급스러움이 살아난다. 이는 많은 시간을 소요하게 되고, 모래분사기법과 같은 자동화 산업공정에서는 절대 따라할 수 없는 것이다.
모래분사 기법 전각을 만들기 위해서는, 컴퓨터 파일로 고무판을 레이저로 잘라 돌에 붙인다. 그 후 모래를 표면에 분사하면 표면을 곱게 갈아낸다. 안타깝게도 많은 컴퓨터가 이 파일을 응용하여 전각을 만들었는데, 레이저 커터에는 서체를 많이 갖고 있지 않아 종종 질이 낮은 서체가 나오곤 한다. 쉽고 빠르게 몇분안에 끝마칠 수 있으나, 전각에 금이 가고 갈리지고 조각의 내부면이 약하게 나타난다.

## 같이 보기
- 캘리그래피
- 색 이론
- 그래픽스
- 로고
- 삽화
- 다이어그램
- 웹 디자인
- 그래픽 디자인
- 정보 디자인
- 교열